# Mohamed Abdelwahab
Mohamed Amed Abdelwahab (en árabe: محمد عبد الوهاب) (El Cairo, 1 de octubre de 1983 — El Cairo, 31 de agosto de 2006) fue un futbolista egipcio que se desempeñaba cubriendo la demarcación de defensa. Desarrolló toda su carrera deportiva en el Al-Ahly de la Primera División de Egipto. Falleció de forma inesperada, mientras se encontraba en activo, tras un fallo cardiaco.

## Clubes
| Club                  | País   | Año       |
| --------------------- | ------ | --------- |
| Al-Ahly Sporting Club | Egipto | 2004-2006 |